# Tuolluvaara kyrka
Tuolluvaara kyrka är en kyrkobyggnad som tillhör Jukkasjärvi församling i Luleå stift. Kyrkan ligger i Tuolluvaara samhälle cirka tre kilometer öster om centrala Kiruna.

## Kyrkobyggnaden
Innan första kyrkan färdigställdes 1957 firades gudstjänster bland annat i Tuolluvaara Gruvaktiebolags dåvarande mäss. Tidvis nyttjades även en skollokal för gudstjänstverksamhet.
Första kyrkan invigdes 2 november 1957 av biskop Ivar Hylander. Den var en träkyrka med rektangulär grundplan och täckt med sadeltak. På grund av rasrisk uppfördes nuvarande kyrka en bit längre in i samhället. Den är ihopbyggd med Tuolluvaara skola och invigdes 19 september 1999 av biskop Rune Backlund.

## Inventarier
- På kyrkans vägg hänger en ikon målad 1993 av Lars Gerdmar. Dess motiv är "Kristus konungen".

### Orgel
- 1956 bygger Rudolf von Beckerath, Hamburg kyrkans första orgel. Den är mekanisk med delade register och har ett tonomfång på 54.

| Manual        |                   |
| Gedackt 8'    |                   |
| Rohrflöte 4'  |                   |
| Principal 2'  |                   |
| Quinte 1 1/3' |                   |
| Scharf III    |                   |
| Mixtur 3 chor | Crescendosvällare |